# Depot von Herbsleben
Das Depot von Herbsleben (auch Hortfund von Herbsleben) ist ein Depotfund der frühbronzezeitlichen Aunjetitzer Kultur (2300–1550 v. Chr.) aus Herbsleben im Unstrut-Hainich-Kreis (Thüringen). Das Depot befindet sich heute in der Ur- und frühgeschichtlichen Sammlung der Universität Jena. 

## Fundgeschichte
Das Depot wurde 1930 von P. Eberhard beim Anlegen eine Spargelbeets auf der Erfurter Höhe, etwa 50 m südwestlich der Gabelung des Erfurter und des Gebeseer Wegs gefunden. Zusammen mit dem Depot fand Eberhard auch Keramikscherben, er barg aber nur die Bronzefunde und verkaufte sie an den Bauern Eduard Schütz. Durch Schütz erfuhr Albert Kayser, Erbhofbauer und Heimatforscher, von dem Fund und barg die Scherben. Nach Schütz’ Tod übernahm er auch die Bronzegegenstände und vermachte später alles der Jenaer Sammlung.

## Zusammensetzung
Mit dem Depot wurden Keramikscherben gefunden, die sich zu einem hohen bauchigen Topf mit geschwungener Wandung und einem ausladenden Rand rekonstruieren ließen. Am Übergang vom Hals zum Bauch weist das Gefäß ein Dekor aus drei horizontalen Rippen auf, die von fünf länglichen Knubben unterbrochen werden.
Das Depot besteht aus zwei bronzenen Thüringer Ringen unterschiedlicher Größe mit verdickten Enden. Ob die Ringe ursprünglich in dem Gefäß niedergelegt worden waren, lässt sich nicht mehr sicher feststellen.